# Agrafa
Agrafa (tiếng Hy Lạp: ?) là một khu tự quản ở vùng Trung Hy Lạp, Hy Lạp. Khu tự quản Agrafa có diện tích 920 km², dân số theo điều tra ngày 18 tháng 3 năm 2001 là 7190 người.